# Borough de Rossendale

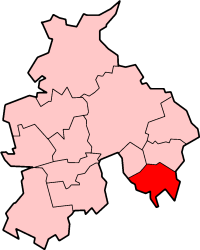
Rossendale dans le sud du Lancashire.

Rossendale est un district non-métropolitain du Royaume-Uni, situé au nord-ouest de l'Angleterre et dans le sud du  Lancashire. La rivière d'Irwell est aux alentours de Rossendale.
Il est composé d'un certain nombre de petites villes anciennes. Dans le recensement de 2001, la population était de 65 652 habitants.
Ce district a été formé le 1er avril 1974. Rossendale est jumelée avec la ville allemande de Bocholt, située à proximité de la frontière néerlandaise.

## Résidents célèbres
- Phil Lester - YouTubeur
- Agyness Deyn - mannequin
- Natalie Casey - actrice/présentatrice (Hollyoaks)
- Jane Horrocks - actrice
- Ted Robbins - acteur (Phoenix Nights)
- William Roache - acteur
- Phil Neville - footballeur (Everton Football Club)
- Sam Aston -  acteur dans Coronation Street
- Jennie McAlpine - actrice dans Coronation Street
- Andy Kershaw - DJ/reporter
- Liz Kershaw - DJ
- Karl Burns - batteur du groupe The Fall
- David Trippier - ancien ministre
- Michael Carr - homme politique
- Frankee Connolly - membre du groupe pop Mini Viva